# Ansgar Pichen
Ansgar Pichen (ur. 26 września 1913 w Esbjerg, zm. 13 grudnia 1945 w Hameln) – zbrodniarz wojenny, więzień funkcyjny w hitlerowskim obozie koncentracyjnym Bergen-Belsen. Duńczyk z pochodzenia, w czasie II wojny światowej został mianowany przez władze SS szefem (kapo) kuchni nr 1 w obozie Bergen-Belsen. Znęcał się nad podległymi mu więźniami. W pierwszym procesie załogi Bergen-Belsen przed brytyjskim Trybunałem Wojskowym Pichen skazany został za swoje zbrodnie na karę śmierci. Wyrok wykonano przez powieszenie w więzieniu Hameln 13 grudnia 1945.